# 1956年メルボルンオリンピックのアイルランド選手団
1956年メルボルンオリンピックのアイルランド選手団（1956ねんメルボルンオリンピックのアイルランドせんしゅだん）は、1956年11月22日から12月8日にかけてオーストラリアのメルボルンで開催された1956年メルボルンオリンピックのアイルランド選手団、およびその競技結果。

## 概要
今大会は金メダル1個、銀メダル1個、銅メダル3個の合計5個のメダルを獲得した。

## メダル
| メダル | 選手名             | 競技 | 種目      |
| ------ | ------------------ | ---- | --------- |
| 金     | ロナルド・デラニー | 陸上 | 男子1500m |